# Fred Ebb
Fred Ebb (ur. 8 kwietnia 1933, zm. 11 września 2004 w Nowym Jorku) – amerykański autor piosenek; był autorem tekstów i współpracował z kompozytorem Johnem Kanderem.
Studiował na Uniwersytecie Nowojorskim i na Uniwersytecie Columbia.
Wraz z Kanderem stworzył duet po raz pierwszy dla potrzeb musicalu Flora the Red Menace (1962), w którym debiutowała Liza Minnelli. Łącznie Ebb współpracował z Kanderem przy 11 musicalach:
- Flora the Red Menace (1965)
- Cabaret (1966)
- The Happy Time (1968)
- Zorba (1968)
- 70 Girls 70 (1971)
- Chicago (1972)
- The Act (1978)
- Woman of the Year (1981)
- The Rink (1984)
- And The World Goes 'Round (1991)
- Kiss of the Spider Woman (1992)
- Steel Pier (1997)
- Fosse (1999)
- The Skin Of Our Teeth (1999)
- The Visit (2001)

Duet Ebb i Kander pracował także przy produkcjach filmowych Cabaret (1972) i Chicago (2002). Ebb został nominowany do Oscara za pracę przy Chicago, ponadto wyróżniono go broadwayowską nagrodą Tony za musical Cabaret. Do jego najbardziej znanych utworów należy piosenka New York, New York (1977), wykonywana przez Lizę Minelli w filmie Martina Scorsese pod tym samym tytułem.